# Erny Kirchen
Ernest „Erny“ Kirchen (* 7. April 1949 in Senningen) ist ein ehemaliger luxemburgischer Radrennfahrer und nationaler Meister im Radsport.

## Sportliche Laufbahn
Kirchen war Straßenradsportler und Teilnehmer der Olympischen Sommerspiele 1972 in München. Im olympischen Straßenrennen belegte er den 27. Platz und war damit bester Fahrer aus Luxemburg. Im Olympiajahr gewann er zwei Etappen im Flèche du Sud. Ein Jahr später gewann er das Etappenrennen vor Ferdy Reuland mit einem Etappensieg. In der Tour de l’Avenir konnte er zwei Etappen gewinnen. Den Grand Prix François Faber beendete er hinter Lucien Didier auf dem 2. Platz. 1974 wurde er hinter Roger Gilson Vize-Meister im Straßenrennen, 1969 war er Zweiter hinter Johny Back.
1974 startete er eine Saison als Berufsfahrer im Radsportteam M.I.C.-Ludo–de Gribaldy. In der Vuelta a España schied er aus.

## Familiäres
Er ist der Vater von Kim Kirchen, der ebenfalls Radrennfahrer war.